# Mauricio Lima (fotógrafo)
Mauricio Lima (São Paulo, 1975) é um fotógrafo documental independente brasileiro. Ele venceu o Prémio Pulitzer em 2016.

## Carreira
Maurício Lima é formado em Comunicação Social pela PUC-SP onde estudou entre os anos de 1996 e 2001. Foi lá também que se aprofundou em História da Arte e Fotografia, ao mesmo tempo que estudava fotojornalismo no Senac. Em 1999 ele trabalhou como fotógrafo estagiário do jornal Lance! e um ano mais tarde foi convidado para trabalhar na Agence France-Presse, onde ficou por quase 11 anos.
Em 2005 ele se tornou o primeiro brasileiro a ser selecionado para o Joop Swart Masterclass, um prestigiado workshop para talentosos fotógrafos de até 30 anos, promovido pelo World Press Photo em Amsterdam, além de ser o único brasileiro a receber o prêmio mais importante de fotografia na América Latina, concedido pela Fundación Nuevo Periodismo Iberoamericano Gabriel Garcia Márquez (México, 2004).
No ano de 2010 Mauricio Lima foi eleito pela Revista Time como o fotógrafo de agências internacionais do ano.
Lima eleito Fotógrafo do Ano de 2015 pelo Pictures of the Year Latin America (POY Latam) e vencedor do Frontline Club London Awards 2015 pela documentação da crise de refugiados sírios na Europa. Ele foi finalista do Prémio Pulitzer em 2015 pelo trabalho realizado sobre o conflito no leste da Ucrânia. No ano seguinte, trabalhando pelo jornal The New York Times, ganhou o mesmo prêmio ao lado dos colegas Sergey Ponomarev, Tyler Hicks e Daniel Etter pelo trabalho sobre a crise dos refugiados.
Em 2016 Mauricio Lima ficou com a primeira colocação na categoria Notícias Gerais do prestigiado prêmio World Press Photo. A imagem vencedora foi de um adolescente de 16 anos, militante do Estado Islâmico, ferido na guerra da Síria que foi feita para o The New York Times. Ele também conseguiu o segundo lugar na categoria Vida Cotidiana, com uma foto de um grupo de crianças da tribo Mundurucu brincando no Rio Tapajós, no Pará, feita em uma reportagem sobre a construção de hidrelétrica na região para a Al Jazeera America.
Dentre outros reconhecimentos, estão o Pictures of the Year International (EUA, 2004, 2011 e 2014), Festival du Scoop et du Journalisme d'Angers (França, 2003), UNICEF Photo of the Year (Alemanha, 2005), Prix Bayeux-Calvados das Correspondants de Guerre (França, 2006), PDN Photo Annual (EUA, 2013 e 2014), um dos fotógrafos do ano pela NPPA Best of Photojournalism (EUA, 2012), Pictures of the Year Latin America (2011 e 2013) e o China International Press Photo Contest (China, 2014 e 2015).